# Vyvolávání duchů

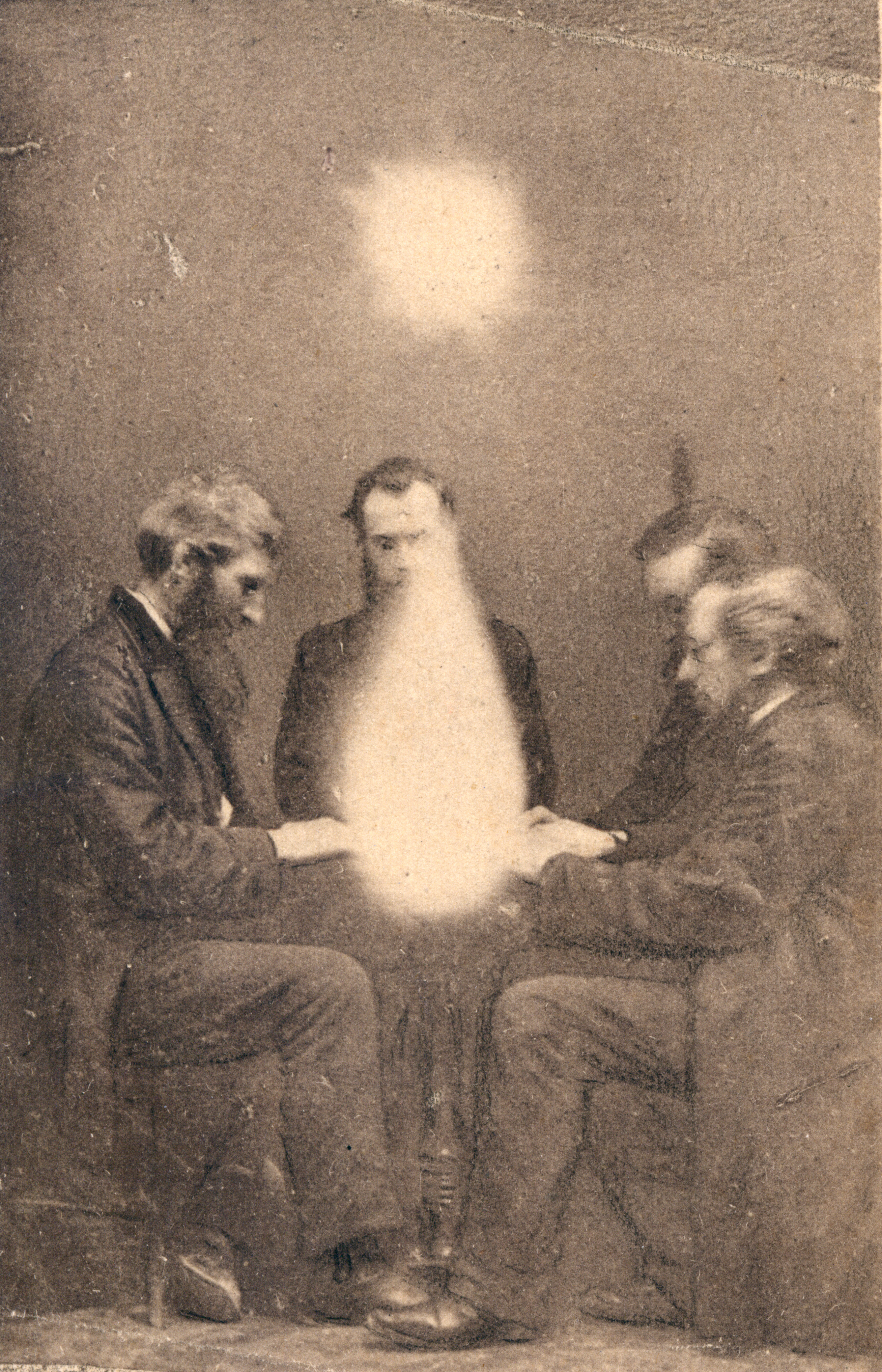
Spirituální seance v Anglii v 18. století

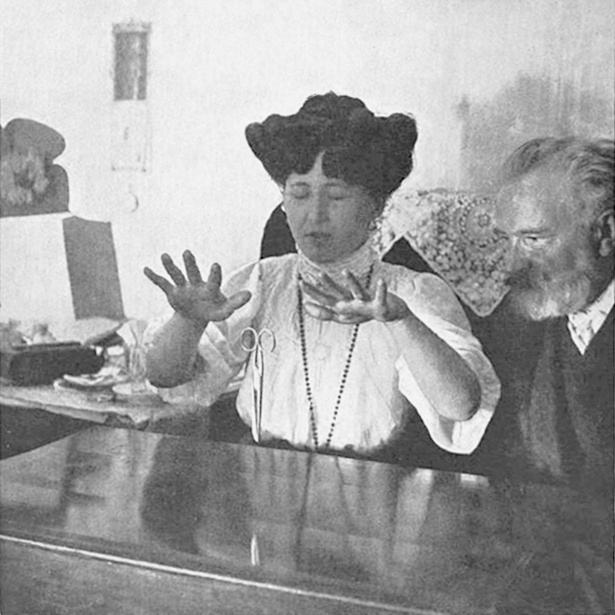
Polské médium Stanisława Tomczyk demonstrující levitaci nůžek, nicméně její „schopnosti“ se později ukázaly jako podvodné

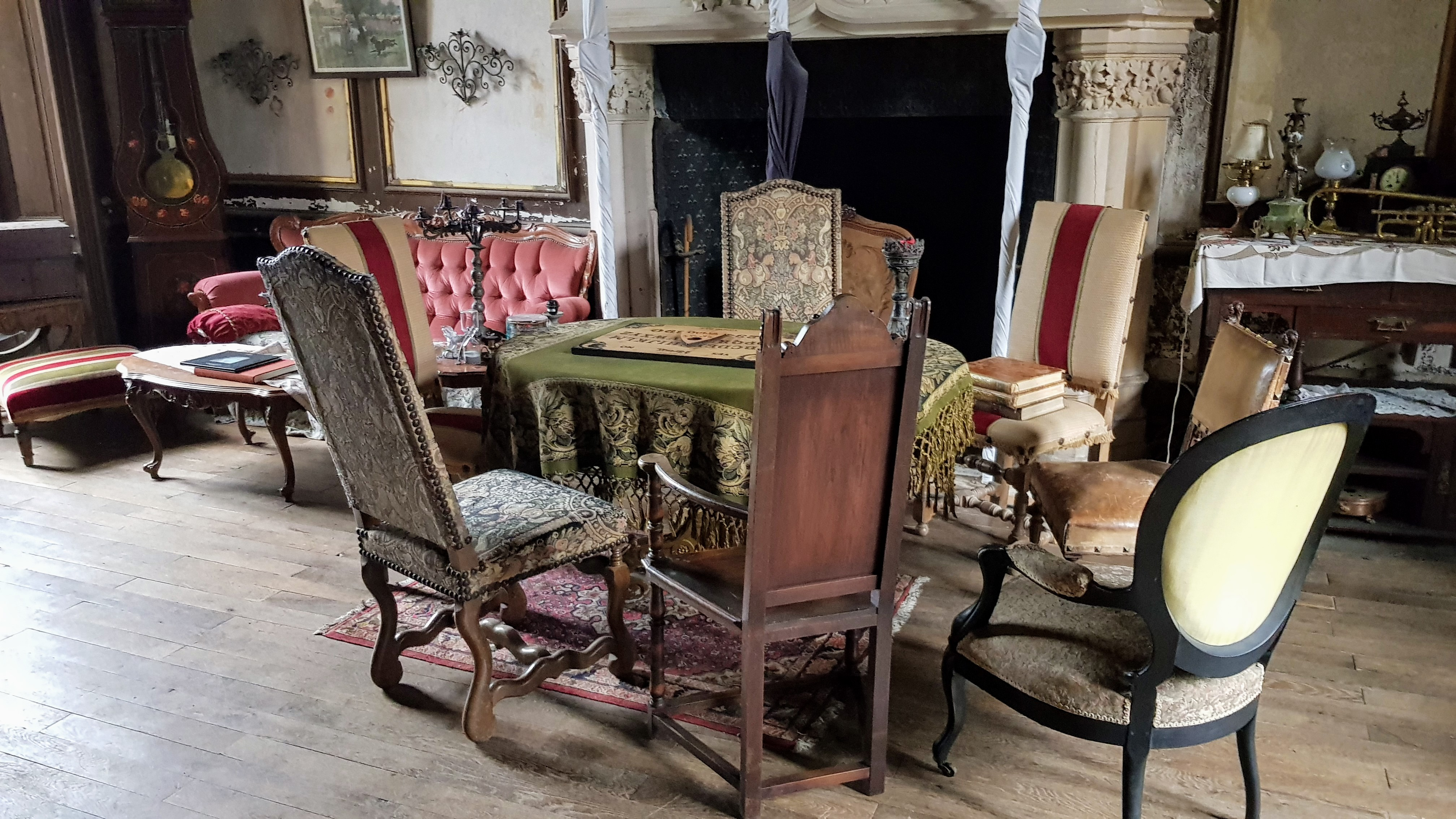
Seance se spiritistickou tabulkou

Vyvolávání duchů, též spirituální seance či jen seance, je mystický, obvykle kolektivní, rituál, jehož účastníci se snaží navázat jakýkoliv kontakt se zesnulou osobou, potažmo s její duší, přičemž spojení s ní se provádí dle různých pravidel a jednotný postup neexistuje. Samotný pojem pochází z francouzského slova séance, které lze přeložit jako schůzi nebo zasedání, což naznačuje skutečnost, že vyvolávání duchů probíhá zpravidla u stolu. Seance velmi úzce souvisí se spiritismem a bývá některými odborníky považována za pseudovědu.

## Historie
Samotná seance, jak ji známe dnes, se objevila již v barokní mystice v 17. a 18. století, která ve společnosti probudila zcela nový zájem o emocionální duchovní prožitek přesahující horizont lidského života. Vzhledem k tomu, že mezi lidmi snaha o navázání kontaktu se zemřelými stoupala, začaly se v 18. století otevírat specifické salóny, kde se měšťané scházeli za účelem zpestření všedních dní a se seance staly poměrně rozšířenou „zábavou“, která byla spojená s touhou po tajemnu, nadpřirozenu a morbiditě. V této době také vyšla první díla zabývající se spirituální seancí, jako příklad lze uvést soubor textů Dialogues of the Dead vydaný v roce 1760 britským lordem Georgem Lytteltonem, ve kterém uvedl, že se mu podařilo ve navázat posmrtné spojení s řečníkem Periklem, králem Makedonie Alexandrem Velikým, conquistadorem Hernánem Cortésem a dalšími významnými osobnostmi z historie. Se všemi dušemi měl, podle svých slov, krátce komunikovat a jednotlivé rozhovory zevrubně zaznamenal do dvaatřiceti dialogů.
V polovině 19. století začala seance nabírat na popularitě ve Spojených státech amerických, přičemž tuto praxi dokonce využil i americký prezident Abraham Lincoln společně s jeho manželkou Mary Toddovou Lincolnovou, kteří se snažili spojit se svým mrtvým synem. V téže století se o seanci začala zajímat carská rodina v Ruské říši a první obdivovatelkou této techniky byla Alexandra Sasko-Altenburská, o které její dvorní dáma, Anna Tjutčeva, tvrdila, že se s ní mrtvé duše dorozumívají klepáním do stolu. Komunikovat se zemřelými měl údajně i Alexandr II. Nikolajevič, když před ním stála důležitá rozhodnutí. Mimo aristokracii seance byly populární aktivitou de facto všude, velmi často se do vesnic zvaly věštkyně nebo kartářky a posezení u čaje se neobešla bez vyvolávání duchů. Přestože bylo jejich vyvolávání něčím oblíbeným, mnohé lidi také spojení s druhým světem značně děsilo a vyvolávalo v nich stejné obavy jako například z domovní zlodějů, násilí a podobně. Před eventuálním příchodem duchů mnozí své příbytky ochraňovali různými způsoby. Někteří do základů se zazdívali mrtvá kuřata k usmíření zlých přízraků, druzí pod schodiště umístili své osobní věci jako oblečení nebo šperky, které měly potencionální zlé síly od nechtěné návštěvy domu odradit. Obliby se dočkaly dětské botičky, které se vyměňovaly a přeprodávaly, aby každý domov chránil cizí předmět. Během této doby se objevilo i mnoho podvodníků, kteří se snažili na tomto „trendu“ přivydělat. Známějším příkladem může být polské médium Stanisława Tomczyk. Tomczyk ve 20. století prohlašovala, že se dokáže spojit s přízraky, které ji umožňují telekinezi, což následně bylo zdokumentováno několika fotografiemi, nicméně později vyšlo najevo, že se jedná o podvrh a levitující předměty byly přichyceny k tenké niti.
Proti spirituálním seancím začali posléze vystupovat i kritici, kteří je považovali za nový způsob šarlatánství. Jedním z nich byl ruský vědec Dmitrij Mendělejev, který se účastnil výzkumu seancí na univerzitě v Petrohradě, kde se mu podařilo mnohé podvody odhalit.

## Průběh seance
Před začátkem spirituální seanci by měli její zájemci kontaktovat médium, nicméně podmínka to není. Médium slouží během vyvolávání jako zprostředkovatel kontaktu se zesnulou duší a účastníky, celý rituál pečlivě diriguje. Médiem však nemůže být každý, předpokládá se, že je to osoba, která již má s podobnou praxí zkušenosti. Být médium totiž nemusí být vždy zcela bezpečné — zesnulá duše nebo duch skrz médium komunikuje s účastníky seance, přičemž médium oné entitě propůjčí své tělo, přes které odpovídá ostatním zúčastněným na kladené dotazy. Pokud se lidé rozhodnout navázat kontakt bez média, může se stát, že mohou vyvolat nechtěnou entitu, která má nekalé úmysly, lže a účastníky rituálu využívá k naplnění svých vlastních zájmů, přičemž nezkušení jedinci většinou tyto „intriky“ nemají šanci poznat. Taktéž mohou nevědomě otevřít jakousi bránu do jiného světa, ze které se na ně začnou „nabalovat“ další nevyžádaní duchové, kteří mohou negativně ovlivnit jejich život. Obratné médium se těmto případům snaží předejít.

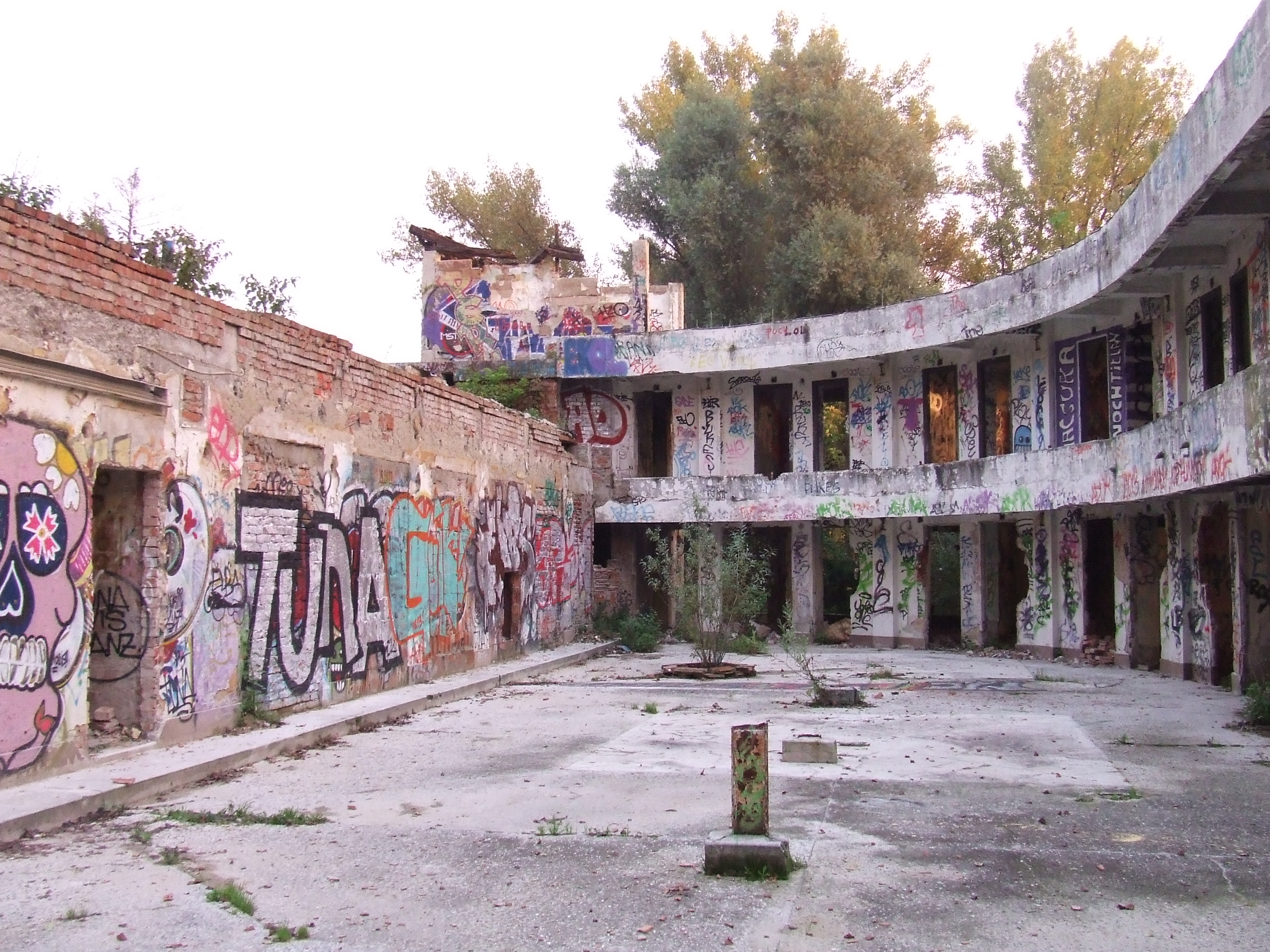
Opuštěná konstrukce v Maďarsku

Seance obvykle probíhá ve větším počtu lidí a ti si přisednou ke stolu, který by měl být kulatý, avšak podmínka to není, nicméně kulatý stůl zvyšuje šanci, že se entitu podaří vyvolat. Šanci na vyvolání entity taktéž zvyšuje počet účastníků, protože pro zjevení využívá jejich energii. Místo ke stolu si také účastníci mohou sednout do tureckého sedu do kruhu a doprostřed něj umístit bílou svíčku. Když už si účastníci přisednout, chytnou se všichni společně za ruce, čímž se vytvoří tzv. záchranný kruh, který zajišťuje všem účastníkům ochranu vůči agresivním entitám. V žádném případě, pokud o to médium samo nepožádá, se nesmí kruh přerušit, neboť hrozí, že entita někoho z účastníků napadne a „přiživí“ se. Ze zúčastněných by měla začít vyvolávat ducha nejcitlivější osoba a od té ve směru hodinových ručiček odříkávají formuli i ostatní, dokud nenastane nějaký jev, například vrzání parket. Jestliže se u seance využívá spiritistická tabulka (tzv. Ouija), potom zúčastnění místo vytvoření kruhu položí svůj ukazovák na planžetu, která se má po tabulce s písmeny i čísly samovolně pohybovat a utvářet tak odpovědi na dotazy.
Po přivolání entity médium upadne do transu, který bývá doprovázen somatickými projevy. Skrze médium se pak spojí s účastníky sezení, kterým odpovídá na otázky. Doporučuje se entity zeptat na nějakou informaci, kterou médium nemůže znát, čímž si tak získává u přísedících věrohodnost a důvěru. Pokud tedy byla entita úspěšně vyvolána, musí se na konci seance opět poslat na místu, odkud za zúčastněnými přicestovala. Kdyby se tak neučinilo, mohla by entita škodit ostatním, kteří se budou v místě seance později pohybovat. U spiritistické tabulky pro změnu musí účastníci planžetu posunout na slovo konec. Zjevené entitě se musí poděkovat.

## Čas a místo
Vyvolávání by mělo probíhat mezi šestou hodinou večerní a třetí hodinou ranní, přičemž nejvyšší šance na zjevení entity je kolem půlnoci. Pokud se seance odehrává v místnosti, mělo by se ponechat otevřené okno, aby vyvolaný duch měl možnost poklidně přijít a odejít. Místnost by měla být chabě osvětlená a zdrojem světla pouze bílé nebo čajové svíčky. Doporučená místa pro seanci jsou ta, kde je vyšší koncentrace entit, to mohou být hřbitovy, hrady, zámky, opuštěná i stará bydliště a obecně místa, kde se stala nějaká tragédie.